# Pseudoeurycea tlilicxitl
Pseudoeurycea tlilicxitl és una espècie d'amfibi urodel (salamandres) de la família Plethodontidae. És endèmica de Mèxic.
Els seus hàbitats naturals inclouen boscos tropicals o subtropicals secs i montans humits.